# Kuchesfahan
Kūchesfahān (farsi کوچصفهان) è una città dello shahrestān di Rasht, circoscrizione di Kuchesfahan, nella provincia di Gilan. Aveva, nel 2006, una popolazione di 8.351 abitanti. La zona è agricola e produce riso. La popolazione, oltre al farsi, parla il gilaki.